# Ají picante
Ají picante fue un programa de farándula venezolano que fue transmitido por Radio Caracas Televisión (RCTV), desde el 2000 hasta el 2010 los jueves a las 8:00 pm, luego de que la señal de RCTV salió del aire por segunda vez.

## Formato
Ají muestra lo último de las rumbas en toda Venezuela, los momentos más irreverentes de las estrellas, los secretos más "hot" de la farándula, los retos más picantes y lo último de la moda atrevida.

### Secciones
- La rumba del mes: Se mostrará un ranking al final de mes para elegir la mejor fiesta.
- Ají aficionado: Invitaremos a los rumberos a que graben su propia fiesta y la envíen para transmitirla en TV.
- Allanamiento ají: La pandilla toma por sorpresa una rumba.
- Secciones que siguen la tradición rumbera'
- Ají por una noche: Un artista toma el lugar de los presentadores.
- Reto Picante: ¡Que gane el mejor!
- Ají por un mes: Mantendremos el casting al aire para buscar nuevos talentos.
- La rumbera y el rumbero: el personaje de la semana.
- Sin palabras: Imágenes que no necesitan comentarios.

## Historia
En el año 2002 el programa comenzó sus transmisiones siendo sus animadores Andreína Álvarez , Marisol Rodríguez, Veruska Ramírez, Arturo de los ríos, Andrés Scarioni, Josemith Bermúdez (+) , Michelle Sapene (+) y Wendy Bermejo, más tarde se incorporaría al elenco Luis Olavarrieta el programa mantuvo una gran audiencia a nivel nacional e internacional siendo que sus secciones eran llamativas y trataban de dar a entender ciertos chismes y realidades tal como la que es hecha cada año con los candidatos y candidatas al Miss y Míster Turismo Venezuela, donde el programa se encargaba de preguntar a los y las aspirantes acerca de muchas regiones del país.
Pronto el programa dio un giro que lo volvió popular al mezclar pan y milanesa además de que el programa tendía a transmitir en vivo desde ciertas fiestas y celebraciones de Venezuela manteniéndolo como uno de los mejores programas de RCTV.
Tras el cierre de Radio Caracas Televisión, el programa se mantuvo en un limbo, pues la gran mayoría de los problemas del canal impidieron transmisiones continuas, tras esto el regreso del programa fue en 2007 con un nuevo elenco, pero sus transmisiones duraron poco.
Durante su desarrollo empezó como Ají picante tuvo una versión llamada Ají dulce, y luego se simplifica el nombre del programa a Ají.
Hubo una edición especial que se llamó Ají picantísimo. Se transmitió a las 23:00h a juzgar por su contenido no apto para ciertas audiencias.
Ají dulce surgió en 2005 dadas las restricciones impuestas por la Ley de Responsabilidad Social en Radio y Televisión sancionada el 9 de diciembre de 2004.

## Conductores

### Ají picante
- Arturo De Los Ríos
- Veruska Ramírez
- Andreína Álvarez
- Marisol Rodríguez
- Antonio Rojas
- Wendy Bermejo
- Josemith Bermúdez (†)
- Michelle Sapene (+)
- Luis Olavarrieta
- Andrés Scarioni
- Joseline Rodríguez

### Ají dulce
- Héctor Peña
- Kerly Ruiz
- Miguel Ángel Tovar
- María Puche
- Sebastián Morfe
- Antoni Messina
- Jesús Torres "Guaro"

## Producción
- Titular de Derechos de Autor de la obra original: Radio Caracas Televisión C.A. (2000-2007).
- Corporación Televen C.A. (2013-presente).
- Producida por: Radio Caracas Televisión C.A.
- Vicepresidente de Información y Opinión de (RCTV) Radio Caracas Televisión C.A.: Eduardo Sapene.
- Gerencia de Programas Especiales de (RCTV) Radio Caracas Televisión C.A.: Rita Núñez.
- Producción:  Elizabeth Belilty, Manuel Yépez, Isaí Contreras y Luis Pasarella.

## Variante
Desde el año 2013, la cadena Televen quien adquirió parte de la programación original de RCTV produce un programa de una nueva versión, muy similar, llamado El Avispero el cual es la nueva edición del original Ají Picante con un nuevo elenco y más secciones que actualmente ha obtenido buena aprobación por parte del público venezolano dado que se hacen entrevistas a celebridades nacionales e internacionales y a ciudadanos comunes, transmisiones desde estrenos de películas y persiste el humor negro de la versión original.

### Conductores
- Yohanna Vargas
- Aigil Gómez
- Yanosky Muñoz(†)
- Michael Roa